# Lista de deputados estaduais de Sergipe da 12.ª legislatura
Essa é uma lista de deputados estaduais eleitos para o período 1991-1995.

## Composição das bancadas
| Partido | Líder                 | Bancada | Posição  |
| ------- | --------------------- | ------- | -------- |
| PFL     | Carlos Magno          | 10 / 24 | Governo  |
| PMDB    | Luiz Mitidieri        | 4 / 24  | Governo  |
| PDS     | José Monteiro Sobral  | 3 / 24  | Governo  |
| PDT     | José Almeida Lima     | 2 / 24  | Oposição |
| PT      | Ismael Silva          | 2 / 24  | Oposição |
| PRN     | Venâncio Fonseca      | 1 / 24  | Governo  |
| PMN     | Joaldo Barbosa (Nêgo) | 1 / 24  | Oposição |
| PDC     | Ivan Leite            | 1 / 24  | Governo  |

## Deputados estaduais
| Número | Deputados estaduais eleitos | Partido | Votação | Percentual | Cidade onde nasceu      | Unidade federativa |
| 25133  | Carlos Magno Garcia         | PFL     | 11.129  | 2,24%      | Aracaju                 | Sergipe            |
| 25252  | Belivaldo Chagas            | PFL     | 10.851  | 2,19%      | Simão Dias              | Sergipe            |
| 11113  | José Monteiro Sobral        | PDS     | 9.871   | 1,99%      | Aracaju                 | Sergipe            |
| 11117  | Francisco Teles de Mendonça | PDS     | 9.250   | 1,86%      | Itabaiana               | Sergipe            |
| 25110  | Chico Passos                | PFL     | 9.053   | 1,82%      | Ribeirópolis            | Sergipe            |
| 25130  | Laércio Miranda             | PFL     | 8.975   | 1,81%      | Aracaju                 | Sergipe            |
| 25103  | José Carlos Machado         | PFL     | 8.478   | 1,71%      | Itabaiana               | Sergipe            |
| 36111  | Venâncio Fonseca            | PRN     | 8.186   | 1,65%      | Boquim                  | Sergipe            |
| 12111  | José Almeida Lima           | PDT     | 7.971   | 1,61%      | Santa Rosa de Lima      | Sergipe            |
| 33111  | Joaldo Barbosa - Nêgo       | PMN     | 7.674   | 1,55%      | Monte Alegre de Sergipe | Sergipe            |
| 25102  | Nicodemos Falcão            | PFL     | 7.568   | 1,52%      | Taquaritinga do Norte   | Pernambuco         |
| 15111  | Luiz Mitidieri              | PMDB    | 7.291   | 1,47%      | Boquim                  | Sergipe            |
| 25250  | Ulices Andrade              | PFL     | 7.229   | 1,46%      | Canhoba                 | Sergipe            |
| 25115  | Artur Reis                  | PFL     | 6.989   | 1,41%      | Lagarto                 | Sergipe            |
| 25114  | Carlos Alberto de Oliveira  | PFL     | 6.770   | 1,36%      | Laranjeiras             | Sergipe            |
| 17111  | Ivan Leite                  | PDC     | 6.423   | 1,29%      | Aracaju                 | Sergipe            |
| 25101  | Reinaldo Moura              | PFL     | 6.398   | 1,29%      | Salvador                | Bahia              |
| 15221  | Rosendo Ribeiro             | PMDB    | 6.191   | 1,25%      | Lagarto                 | Sergipe            |
| 15155  | José Franco Sobrinho        | PMDB    | 6.110   | 1,23%      | Aracaju                 | Sergipe            |
| 15109  | Abel Jacó dos Santos        | PMDB    | 5.675   | 1,14%      | Heliópolis              | Bahia              |
| 11121  | Djenal Queiroz              | PDS     | 5.351   | 1,08%      | Frei Paulo              | Sergipe            |
| 13222  | Ismael Silva                | PT      | 5.113   | 1,03%      | Itaporanga d'Ajuda      | Sergipe            |
| 13213  | José Renato Brandão         | PT      | 5.099   | 1,03%      | São Cristóvão           | Sergipe            |
| 12110  | José Wilson Cunha           | PDT     | 4.168   | 0,84%      | Itabaiana               | Sergipe            |